# Años 350
Los años 350 o década del 350 empezó el 1 de enero del 350 y terminó el 31 de diciembre del 359.

## Acontecimientos
- Liberio sucede a Julio I como papa en el año 352
- Concilio de Rímini

## Personas destacadas
- Agustín de Hipona